# Bumba (Repubblica Democratica del Congo)
Bumba è un centro abitato della Repubblica Democratica del Congo, situato nella Provincia di Mongala.